# Adad-nirari I
Adad-nirari I (fl. XIII secolo a.C.) è stato un sovrano assiro.
Il suo nome è più correttamente reso in trascrizione come Adad-nīrārī, "Adad (= il dio della tempesta) è il mio aiuto".

## Biografia
Salito al potere durante il Regno medio-assiro, Adad-nirari I portò il proprio paese a diverse conquiste in tutta l'alta Mesopotamia: inizialmente contro il re Shattuara I, che sconfisse e rese proprio vassallo. Poco tempo dopo ne vinse anche il figlio ribelle, Wasashatta, che gli mosse contro non appena salito al trono. Al termine di queste imprese il sovrano assiro si trovò di fronte a un impero che racchiudeva il bacino del Khabur e del Balikh, fino ai confini con Karkemish. L'intervento contro Shattuara fu probabilmente dovuto all'interruzione dei tributi a favore degli Ittiti. Nel frattempo combatté anche contro il cassita Nazi-Marutash e lo sconfisse, ma senza alcun cambiamento sostanziale dei propri confini.
Quando Hattushili III salì sul trono ittita, Adad-nirari propose un rapporto di fratellanza, ma dagli avversari anatolici ricevette un netto rifiuto, pur vedendo riconosciuta la propria potenza politica. Con ogni probabilità negli ultimi anni di regno, Adad-nirari perse Khanigalbat, dato che il suo successore Salmanassar I dovette riconquistarlo.

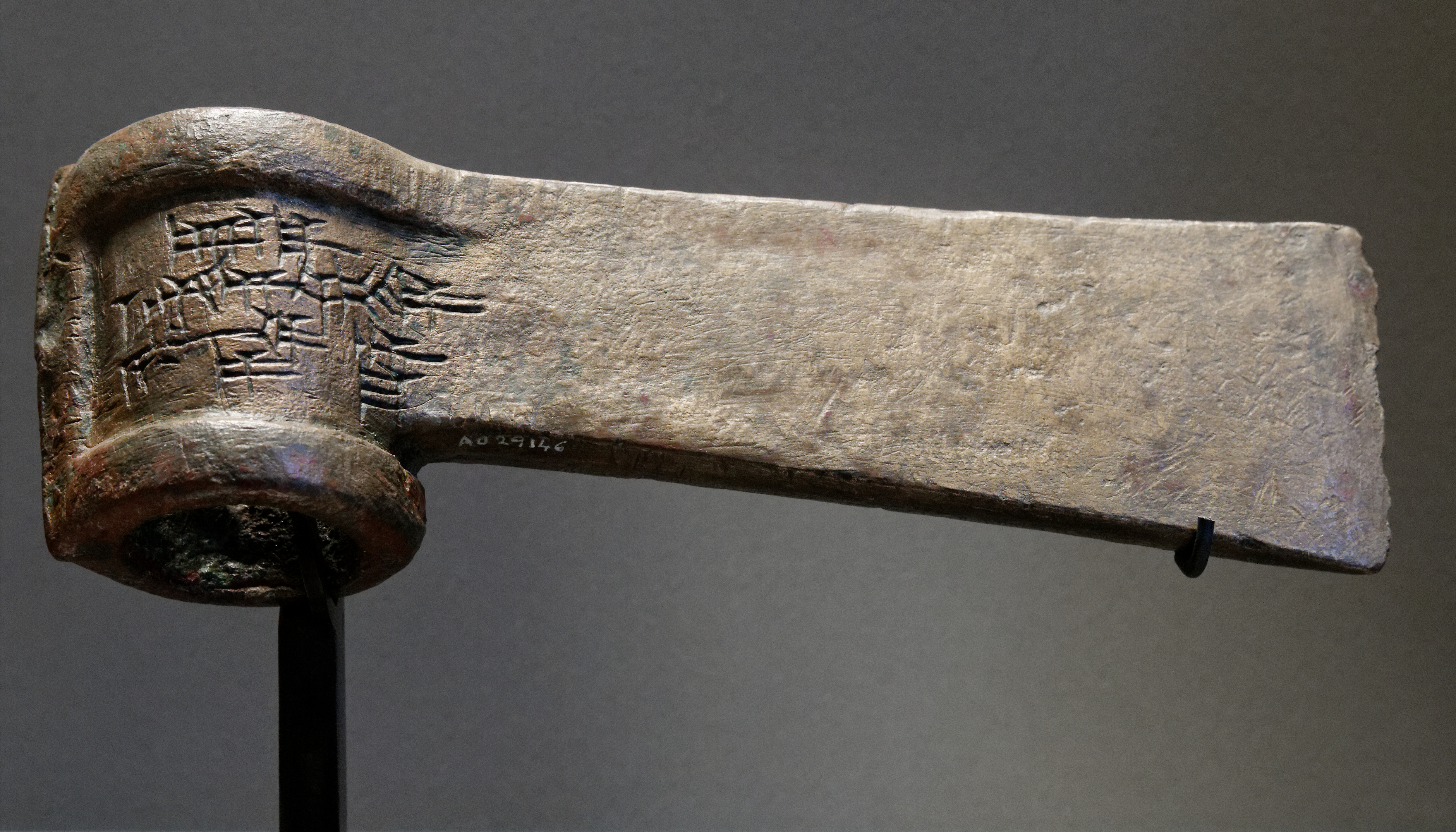
Lama di un'ascia con il nome di Adad-nirari I: Periodo Cassita custodito nel Museo del Louvre.